# Drepanulatrix litaria
Drepanulatrix litaria là một loài bướm đêm trong họ Geometridae.